# Ясень (Великопольське воєводство)
Ясень (пол. Jasień, нім. Jasin) — село в Польщі, у гміні Чемпінь Косцянського повіту Великопольського воєводства.
Населення — 332 особи (2011).
У 1975-1998 роках село належало до Познанського воєводства.

## Демографія
Демографічна структура станом на 31 березня 2011 року:
|          | Загалом | Допрацездатний вік | Працездатний вік | Постпрацездатний вік |
| -------- | ------- | ------------------ | ---------------- | -------------------- |
| Чоловіки | 176     | 36                 | 125              | 15                   |
| Жінки    | 156     | 34                 | 93               | 29                   |
| Разом    | 332     | 70                 | 218              | 44                   |